# Mieczysław Minkowski

Mieczysław Minkowski, 1914

Mieczysław Minkowski (ur. 15 kwietnia 1884 w Warszawie, zm. 20 lipca 1972 w Zurychu) – szwajcarski lekarz neurolog i psychiatra polskiego pochodzenia, profesor Uniwersytetu w Zurychu.

## Życiorys
Syn kupca Augusta Minkowskiego i Tekli z domu Lichtenbaum, urodził się w 1884 roku w Warszawie. Miał trzech braci: Eugeniusza (1885–1972), Anatola (1892–1939) i Pawła (1888–1947). Spokrewnieni z nim byli matematyk Hermann Minkowski (1864–1909) i lekarz Oskar Minkowski (1858–1931).
Ukończył V Gimnazjum w Warszawie. Studiował medycynę w Warszawie, Monachium i Wrocławiu od 1902 do 1907 roku. W 1907 roku otrzymał we Wrocławiu tytuł doktora nauk medycznych, po przedstawieniu dysertacji poświęconej zaburzeniom funkcji pęcherza moczowego pochodzenia mózgowego, napisanej pod opieką Adolfa Strümplla. Następnie uczył się w Petersburgu u Iwana Pawłowa, u Aloisa Alzheimera w Monachium, i u Theodora Ziehena i Maxa Rothmanna w Berlinie. W 1911 roku rozpoczął pracę w Zurychu u Constantina von Monakowa. W 1913 roku habilitował się na podstawie pracy poświęconej połączeniom siatkówki z jądrami podkorowymi, zwłaszcza ciałem kolankowatym bocznym, i korą mózgową. W tym samym roku został Privatdozentem. W 1920 roku odkrył projekcje nerwowe wysyłane z siatkówek do pierwszorzędowego ośrodka wzrokowego we wzgórzu. W 1928 roku zastąpił Monakowa, został profesorem nadzwyczajnym, dyrektorem Instytutu Mózgu i objął katedrę neurologii Uniwersytetu w Zurychu. W latach 1944–1946 był przewodniczącym, a później honorowym przewodniczącym Szwajcarskiego Towarzystwa Neurologicznego. Brał udział w życiu szwajcarskiej Polonii.
Żonaty z malarką Ireną Fux, miał syna Piotra Krzysztofa. Zmarł 20 lipca 1972 w Zurychu, pochowany 26 lipca na cmentarzu Rehalp.